# Ammenegg
Ammenegg (904 m ü. A.) ist ein etwa 3,7 km Luftlinie vom Stadtzentrum liegender Ortsteil der Stadt Dornbirn in Vorarlberg (Österreich).

## Namensherkunft
Der Name „Ammenegg“ leitet sich von einer dort ursprünglich ansässigen Familie namens „Amman“ ab, wobei nicht gesichert ist, dass ein Amtmann (= Amman) tatsächlich hier gelebt hat. Die Rotte wird bereits 1431 in einem Lehensteuerverzeichnis urkundlich erwähnt.

## Topographie, Geografie, Lage und Verkehr
Der vom Dornbirner Zentrum etwa 3,7 km entfernte Ortsteil ist über die Bödelestraße (L 48) mit Kraftfahrzeugen erreichbar und liegt etwa 700 m oberhalb von Rickatschwende. Die Parzelle liegt etwa zwischen 800 m ü. A. und 1000 m ü. A.
In „Schematismus für Tirol und Vorarlberg“ wird diese Rotte als eigenständiger Weiler und Teil von Dornbirn angeführt. Ebenfalls im „Provinzial-Handbuch von Tirol und Vorarlberg für das Jahr 1847“.
Die alte Straße von Haselstauden über Ammenegg und den Losenpass (Bödele) nach Schwarzenberg ist einer der wenigen in Vorarlberg noch erhaltenen ursprünglichen Straßenverläufe, wie sie jahrhundertelang bestanden. Es war dies einst eine der wichtigen Verkehrsverbindungen in den Bregenzerwald.
Ein ehemaliger Schulweg der Ammenegger Kinder nach Hauat ist nun ein Wanderweg, der jedoch langsam zuwächst.
Unterhalb von Ammenegg in Richtung Rickatschwende fließt der Haselstauderbach (umgangssprachlich und von alters her: Stiglbach).

## Handwerk, Gewerbe
Aufgrund der Verkehrslage und der erst späten Verwirklichung einer schwerlastfähigen Hauptverkehrsstraße entstanden in Ammenegg keine besonderen Handwerksbetriebe oder Gewerbebetriebe. Noch heute dominiert die Landwirtschaft das Gebiet und es bestanden seit dem Mittelalter bis in die Neuzeit sieben bis acht Höfe, die um 1790 vereinödet wurden.
Die Alpe Ammenegg (Maisäß) liegt etwas nördlich oberhalb in Ammenegg, am Rande der Bödelestraße. Zwei weitere Bauernhöfe sind, von den ursprünglich sieben, noch erhalten.

## Denkmale
In Ammenegg stehen zwei Naturdenkmäler, ein baumförmiger Wacholder (Juniperus communis) (Listeneintrag) und ein Bergahorn (Acer pseudoplatanus) (Listeneintrag). Das Alter des baumförmigen Wacholders mit einem Stammdurchmesser von etwa 30 cm wird auf 200 bis 300 Jahre geschätzt.

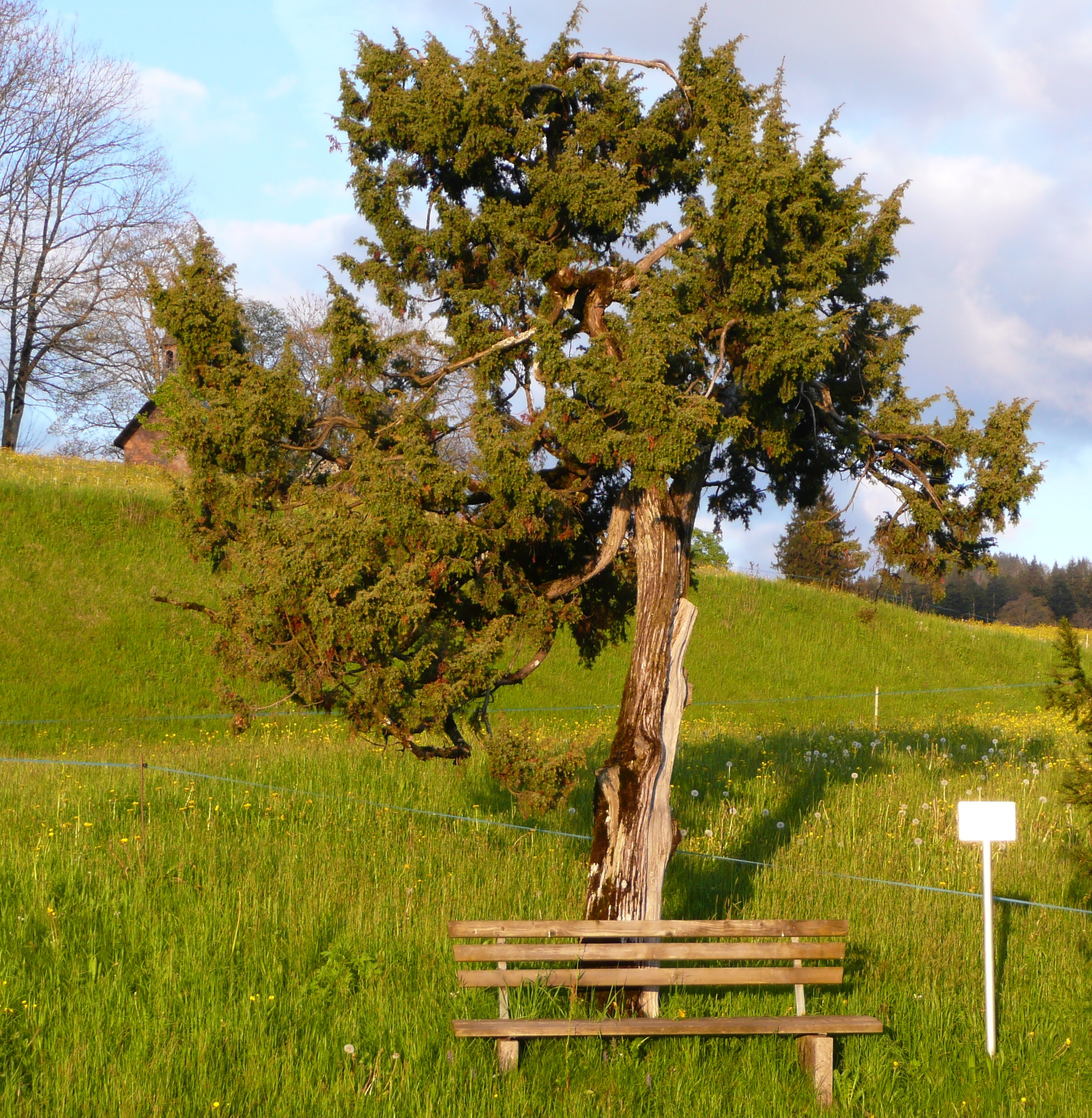
Naturdenkmal baumförmiger Wacholder in Ammenegg.
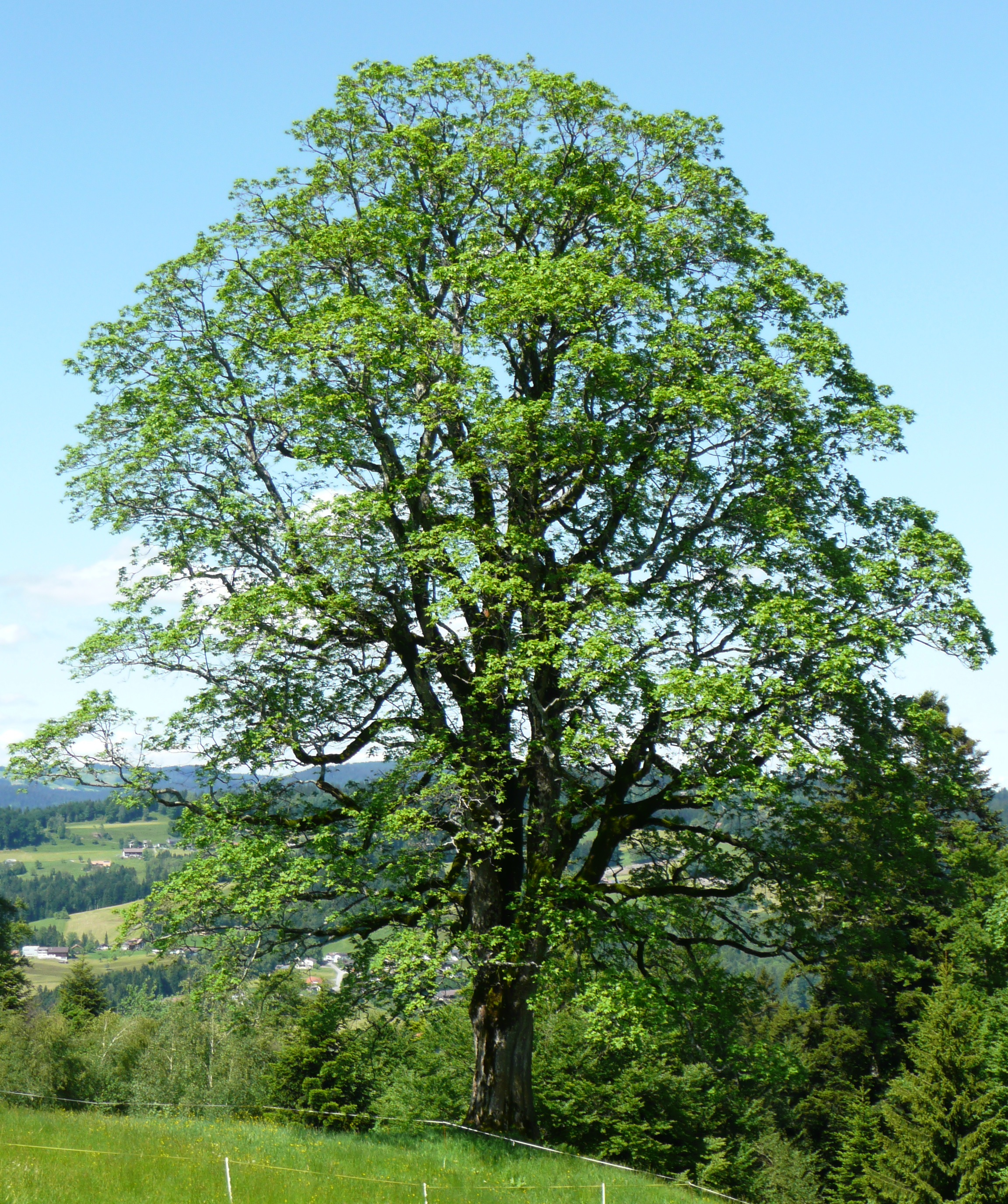
Naturdenkmal Bergahorn in Ammenegg.

Ebenso steht die 1866 errichtete Kapelle Ammenegg unter Denkmalschutz.

## Sport
In der Parzelle Ammenegg befindet sich eine öffentliche Naturrodelbahn mit einer Länge von etwa 800 m und 70 m Höhenunterschied.
Ammenegg (Langwies) ist im Sommer und Winter beliebter Ausgangspunkt für Wanderungen / Skitouren ans Bödele.
Die Langwies sollte in den 1970er Jahren mit einem Skilift ausgestattet werden. Die fertigen Pläne der Dornbirner Seilbahn Gesellschaft m.b.H (Karrenseilbahn / Bödelelifte) wurden jedoch aufgrund einiger schneearmer Winter und der Westausrichtung des Hanges schlussendlich nicht umgesetzt.

## Besonderheit
Ammenegg ist eines der wenigen Gebiete in Dornbirn, welches noch nicht an das städtische Kanalnetz angeschlossen ist. Die Trinkwasserversorgung erfolgt über eine eigene Bachfassung.